# لازانياته
لازانياته (بالإيطالية: Lasagnette)‏ هي نوع من المعكرونة الشريطية الإيطالية. وهي نسخة أقل سماكة من اللازانيا العادية. تختلف خصائص أنواع اللازانياته استنادا إلى شكل حوافها. فأنواع مختلفة يمكن أن تملك حواف ذات شكل مقطع على كلا الجانبين أو حواف مستقيمة على كل جانب أو قد يحصل أن يملك جانب واحد على استقامة والآخر شكل مقطع. يمكن إعداد اللازانياته بطرق شتى، ولكن هناك طريقتان هما الأكثر شعبية، أحدهما هي مجرد نسخة أقل سماكة اللازانيا التقليدية. والطريقة الأخرى هي خلط مكونات الوصفة الخاصة بالمعكرونة ثم تقدم مرمية بلا تزيين على الصحن.